# 안영학
안영학(安英學, 1978년 10월 25일~)은 재일 한국인 축구인으로서 포지션은 수비형 미드필더였으며 현재 독립 축구 협회 연맹 소속인 재일 조선인 축구대표팀의 선수 겸 감독을 맡고 있다.
2006년부터 2009년까지 K리그의 부산 아이파크와 수원 삼성 블루윙즈에서 활약하였다. 그는 전라남도 광양시가 고향인 할아버지를 둔 재일 한국인 3세로서 조선적을 가지고 있다.

## 개요
안영학은 일본 오카야마현 구라시키시에서 태어난 뒤, 5살 때에 도쿄도로 이사하였다. 그의 이름은 할아버지가 꽃뿌리(英)의 강인함을 배우라(學)는 의미에서 지어준 이름이다. 출신 학교는 북한의 일본조직인 재일본조선인총연합회계의 조선학교인 도쿄조선제３초급학교, 도쿄조선중고급학교 중급부, 도쿄조선중고급학교 고급부, 릿쇼 대학을 졸업하였다.

## 선수 경력

### 구단 경력
2001년 J리그 2부 리그인 J2리그의 알비렉스 니가타에 입단하였고, 핵심 선수로 활약하며 2004년 1부 리그 승격에 공헌하였다. 2005년 K리그의 FC 서울 등 2개 구단에서의 영입설이 있었으나 사실 무근인 것으로 밝혀졌고, 가이모토 고지로와의 맞트레이드로 나고야 그램퍼스 에이트로 이적하였다.
2006년 K리그의 인천 유나이티드에서 이적을 추진하였으나 계약금에 이견을 보여 결렬되었고, 1년 계약에 부산 아이파크로 이적하여 K-리그 무대에 진출하였다. 부산 아이파크로 이적한 뒤 인상적인 활약을 펼쳐, 2007년 1월, 안영학은 부산 아이파크와 1년 재계약에 합의하였지만, 2007년 9월 22일 성남 일화 천마와의 경기에서 콩팥이 손상되어 시즌을 마감하였다.
2008년 안정환과의 맞트레이드로 수원 삼성 블루윙즈로 이적하였으나, 출전 기회를 잡지 못하여 다른 팀으로의 이적설이 나오기도 하였다. 하지만 2009년 안영학은 수원 삼성 블루윙즈에 잔류할 것을 선언하였고, 6월 28일 울산 현대와의 리그 13라운드 경기와 8월 1일 FC 서울과의 리그 18라운드 경기에서 골을 기록하는 등 좋은 모습을 보여 주었다. 하지만 시즌 도중 가시와 레이솔로의 임대 이적설이 나오기도 하였으며,
2010년 일본 J리그의 오미야 아르디자로 이적, 2011년부터 가시와 레이솔로 완전이적하다가 2012년 시즌 종료 이후에 퇴단, 2013년에 소속 팀이 없어 휴양하였고, 2014년부터 요코하마 FC로 이적하였다. 이후 요코하마에서 2016시즌까지 활약했으며 이후 현역에서 은퇴했다.

### 국가대표 경력
2002년 9월 7일 서울에서 열린 대한민국과의 비공식 친선 경기인 '2002 남북통일축구경기'에서 조선민주주의인민공화국 국가대표팀에 데뷔하였고, 2004년 9월 8일 평양에서 열린 태국과의 2006년 FIFA 월드컵 예선에서 A매치 첫 득점을 포함하여 2골을 기록하였다.
그는 2006년 FIFA 월드컵 아시아 지역 예선에서 팀의 중원을 맡아 최종 예선에서 3경기 출전하였으나, 팀은 2006년 FIFA 월드컵 본선 진출에 실패하였다. 그 뒤 2006년 K리그 무대에 진출한 이후로는 한동안 국가대표팀에 선발되지 못하다가, 2008년 2월 6일 암만에서 열린 요르단과의 2010년 FIFA 월드컵 예선에서 국가대표팀에 다시 발탁되었다. 이후 2010년 FIFA 월드컵 아시아 지역 예선에서 팀의 핵심 선수로 활약하였고, 팀을 2010년 FIFA 월드컵 본선으로 이끌어 1966년 FIFA 월드컵에 이어 팀이 2번째로 FIFA 월드컵 진출을 하는 데 공헌하였다. 그 뒤, 2010년 FIFA 월드컵 본선 명단에 포함되었다.
그는 그의 A매치 데뷔 경기인 '2002 남북통일축구경기'를 포함하여, 2008년 2월 20일 중화인민공화국 충칭에서 열린 2008년 동아시아컵 2차전, 3월 26일 상하이에서 열린 2010년 FIFA 월드컵 아시아 지역 3차 예선 2차전, 6월 20일 서울특별시에서 열린 2010년 FIFA 월드컵 아시아 지역 3차 예선 6차전, 9월 10일 상하이에서 열린 2010년 FIFA 월드컵 아시아 지역 최종 예선 2차전에서 대한민국과 경기를 갖기도 하였다.

## 그 외
안영학은 2004년 일본의 한 축구 전문지에서 'J리그 전반기 베스트 11'에 선정되기도 하였으며, 2004년 7월 조선민주주의인민공화국으로부터 '공훈체육인' 칭호를 수여받았다. 2009년 6월 17일 사우디아라비아와의 2010년 FIFA 월드컵 예선 마지막 경기를 앞두고는 김정일의 친서를 받기도 하였으며, 2009년 12월 22일 조선민주주의인민공화국으로부터 '인민체육인' 칭호를 수여받았다.
그는 2005년 2월 9일 일본과의 2006년 FIFA 월드컵 예선 당시 국가대표팀 동료들과 함께 자신의 모교인 도쿄 조선중고급학교를 방문하기도 하였으며, 2006년 부산 아이파크로 이적한 뒤 2월 28일 경남정보대학 오리엔테이션에 참가하였다. 2010년 5월 19일 정대세, 량용기와 함께 일본 도쿄도에서 열린 재일본조선인총연합회 환송 행사 참석하기도 하였다.
부산 시절 2006년 5월 23일 수원 삼성 블루윙즈와의 경기에서 4월 넷째주 '올해의 프로축구 대상' 주간 MVP에 선정된 뒤 받은 부상을 부산광역시 영도구의 상리초등학교와 해운대구의 장산초등학교에 기부하기도 하였으며, 12월 3일 경기도 고양시 백양중학교에서 '1일 축구교실'을 개최하였다. 2009년 6월 23일 하이마트 수원시청점 개장 기념으로 이관우, 남궁웅과 함께 특별 팬 사인회를 갖기도 하였다.
그는 2006년 11월 6일 제44회 영화의 날 기념식 앙드레 김 패션쇼의 메인 모델로 피날레를 장식하기도 하였으며, 2007년 3월 11일 절도 피해를 당하기도 하였다.
안영학은 수원 삼성 블루윙즈에서 활약하던 2008년 12월 23일에 일본 도쿄도에서 재일동포 3세와 결혼식을 올렸다.

## 기록

### 클럽 경력 기록
마지막 업데이트: 2014년 5월 15일
| 클럽     | 클럽                   | 클럽     | 리그 | 리그 | 컵            | 컵            | 리그컵  | 리그컵  | 대륙   | 대륙   | 총계 | 총계 |
| 시즌     | 클럽                   | 리그     | 출장 | 득점 | 출장          | 득점          | 출장    | 득점    | 출장   | 득점   | 출장 | 득점 |
| 일본     | 일본                   | 일본     | 리그 | 리그 | 천황배        | 천황배        | J리그컵 | J리그컵 | 아시아 | 아시아 | 합계 | 합계 |
| -------- | ---------------------- | -------- | ---- | ---- | ------------- | ------------- | ------- | ------- | ------ | ------ | ---- | ---- |
| 2002     | 알비렉스 니가타        | J2       | 39   | 3    | 2             | 2             | -       | -       | -      | -      | 41   | 5    |
| 2003     | 알비렉스 니가타        | J2       | 29   | 1    | 0             | 0             | -       | -       | -      | -      | 29   | 1    |
| 2004     | 알비렉스 니가타        | J1       | 26   | 3    | 1             | 0             | 4       | 0       | -      | -      | 31   | 3    |
| 2005     | 나고야 그램퍼스 에이트 | J1       | 21   | 0    | 2             | 0             | 0       | 0       | -      | -      | 23   | 0    |
| 대한민국 | 대한민국               | 대한민국 | 리그 | 리그 | 대한민국 FA컵 | 대한민국 FA컵 | 리그컵  | 리그컵  | 아시아 | 아시아 | 합계 | 합계 |
| 2006     | 부산 아이파크          | K-리그   | 17   | 2    | 1             | 0             | 12      | 1       | -      | -      | 30   | 3    |
| 2007     | 부산 아이파크          | K-리그   | 22   | 3    | 3             | 0             | 8       | 1       | -      | -      | 33   | 4    |
| 2008     | 수원 삼성 블루윙즈     | K-리그   | 4    | 0    | 1             | 0             | 5       | 0       | -      | -      | 10   | 0    |
| 2009     | 수원 삼성 블루윙즈     | K-리그   | 14   | 2    | 3             | 0             | 0       | 0       | 0      | 0      | 17   | 2    |
| 일본     | 일본                   | 일본     | 리그 | 리그 | 천황배        | 천황배        | J리그컵 | J리그컵 | 아시아 | 아시아 | 합계 | 합계 |
| 2010     | 오미야 아르디자        | J1       | 17   | 0    | 1             | 0             | 1       | 0       | -      | -      | 19   | 0    |
| 2011     | 가시와 레이솔          | J1       | 2    | 0    | 0             | 0             | 1       | 0       | -      | -      | 3    | 0    |
| 2012     | 가시와 레이솔          | J1       | 6    | 0    | 1             | 0             | 1       | 0       | -      | -      | 8    | 0    |
| 2014     | 요코하마 FC            | J2       |      |      |               |               |         |         | -      | -      |      |      |
| 합계     | 일본                   | 일본     | 140  | 7    | 7             | 2             | 7       | 0       | -      | -      | 154  | 9    |
| 합계     | 대한민국               | 대한민국 | 57   | 7    | 8             | 0             | 25      | 2       | 0      | 0      | 90   | 9    |
| 총 계    | 총 계                  | 총 계    | 197  | 14   | 14            | 2             | 32      | 2       | 0      | 0      | 243  | 18   |

### 국가대표팀 득점 기록
마지막 업데이트: 2010년 1월 1일
득점과 결과 목록은 조선민주주의인민공화국 축구 국가대표팀의 득점을 먼저 기록하였다.
| # | 일시           | 장소                               | 상대 국가 | 득점 | 결과 | 경기 형식                    |
| - | -------------- | ---------------------------------- | --------- | ---- | ---- | ---------------------------- |
| 1 | 2004년 9월 8일 | 조선민주주의인민공화국, 평양직할시 | 태국      | 1-0  | 4-1  | 2006년 FIFA 월드컵 지역 예선 |
| 2 | 2004년 9월 8일 | 조선민주주의인민공화국, 평양직할시 | 태국      | 4-1  | 4-1  | 2006년 FIFA 월드컵 지역 예선 |

## 수상

### 클럽

#### 수원 삼성 블루윙즈
- K-리그 우승 1회 : 2008년
- FA컵 우승 1회 : 2009년
- K-리그 컵대회 우승 1회 : 2008년